# Norbert Eschmann
Norbert Eschmann (Besançon, 19 settembre 1933 – Losanna, 13 maggio 2009) è stato un calciatore svizzero, di ruolo centrocampista.

## Palmarès

### Giocatore

#### Club
- Coppa Svizzera: 1

Losanna: 1963-1964
- Campionato svizzero: 1

Losanna: 1964-1965

#### Individuale
- Capocannoniere della Coppa delle Fiere: 1

1955-1958 (4 gol)